# Montana Incident
Montana Incident è un film del 1952 diretto da Lewis D. Collins.
È un western statunitense con Whip Wilson, Rand Brooks e Noel Neill.

## Produzione
Il film, diretto da Lewis D. Collins su una sceneggiatura di Daniel B. Ullman, fu prodotto da Vincent M. Fennelly per la Monogram tramite la Silvermine Productions e girato nel giugno 1952. Il titolo di lavorazione fu Gun Smoke Range .

## Distribuzione
Il film fu distribuito negli Stati Uniti dal 10 agosto 1952 al cinema dalla Monogram Pictures.

## Promozione
Le tagline sono:
- WHIP BLASTS RANGE MAVERICKS...along the blazing Bitterroot!
- Blazing Guns RACE ROARING RAILS...from BUTTE to the POWDER-SCORCHED BORDER
- WEST OF BUTTE THE GUN WAS LAW!...and the first to the draw had the last word!
- TRIGGER THRILLS on Montana's Wildest Border! (original ad)
- Whip sets his sights on swindlers...and his guns are ready to spin! (original ad)
- Mounted Fury Rakes Range Raiders With Six-Gun Justice!